# Luxembourg aux Jeux olympiques d'hiver de 1988
Le Luxembourg aux Jeux olympiques d'hiver de 1988 fut représenté lors des jeux de Calgary dans une seule discipline le ski alpin. Marc Girardelli était l'unique athlète.

## Délégation
- : Marc Girardelli - 9e de la descente